# Kill the Lights
«Kill the Lights» es una canción de la cantante estadounidense Britney Spears, incluida en su sexto álbum de estudio, Circus de 2008. La canción fue escrita por Nathaniel Hills, James Washington, Lucas Boyd y Marcella Araica, quienes previamente habían trabajado con Spears en Blackout de 2007. «Kill the Lights» es una canción dance-pop producida por Danja, su letra alude a la relación de la cantante con los paparazzi y los medios de comunicación. «Kill the Lights» recibió críticas mayormente positivas por los críticos de música contemporánea, considerándola una secuela futurista del sencillo «Piece of Me».
A pesar de no ser lanzada como sencillo, «Kill the Lights» logró colocarse en el número once del conteo Billboard Bubbling Under Hot 100. También alcanzó el número sesenta y nueve en la tabla de Singles Hot Canadian Digital. En octubre de 2018, la OCC reportó que en el Reino Unido era la decimocuarta canción más exitosa de Spears que no fue publicada como sencillo en el país con base en ventas de descargas y streams. Un vídeo musical de la canción fue dirigido por PUNY y retrata Spears evitando los paparazzi y su visita a otro planeta. Por otro lado, la pista fue incluida en un CD promocional para fragancia Circus Fantasy.

## Canción
«Kill the Lights» fue coescrita por Danja, Marcella Arcaica y James Washington, quién previamente trabajó con Spears en su quinto álbum de estudio, Blackout (2007). En 2008, Danja produjo un número de canciones para Spears en los estudios Chalice en Los Ángeles, y Spears las grabó en Glenwood Place Studios en Burbank. «Kill the Lights» y «Blur» fueron las únicas canciones de ésta sesión que fueron incluidas en la versión estándar de Circus, con«Rock Boy» como bonus track en otras ediciones.

## Críticas
La canción recibió buenas críticas. The Sun describió «Kill the Lights» como "un petardo brillante del disco." Caryn Ganz de Rolling Stone dijo "el fotógrafo de 'Kill the Lights' llama al sintetizador de Blackout del 2007." Contó con un video animado al estilo de «Break the Ice», realizado por una argentina en un concurso que realizó Jive Records. Sin embargo este no fue promocionado.

## Formatos
| Descarga digital |                   |          |  |
| N.º              | Título            | Duración |  |
| 1.               | «Kill the Lights» | 03:59    |  |

## Rankings
Semanales
| País           | Ranking       | Primera semana | Posición de ingreso | Mejor posición | Semanas en la mejor posición | Semanas en el ranking | Última semana |
| -------------- | ------------- | -------------- | ------------------- | -------------- | ---------------------------- | --------------------- | ------------- |
| América        |               |                |                     |                |                              |                       |               |
| Canadá         | Digital Songs | 20-12-2008     | 69                  | 69             | 1                            | 1                     | 20-12-2008    |
| Estados Unidos | Pop 100       | 20-12-2008     | 69                  | 69             | 1                            | 1                     | 20-12-2008    |